# Hylke Boerstra
Hylke Boerstra (Houten, 21 juni 1955) is een Nederlands triatleet en schaatser. 

## Loopbaan
Boerstra groeide op in Bremen in Duitsland. Hij studeerde rechten. In Duitsland nam hij deel aan wedstrijden in het langebaanschaatsen. Zijn talent lag echter in het marathonschaatsen. Ook nam hij deel aan triatlons.
Hij behaalde in 1982 een derde plaats op het Nederlands kampioenschap triatlon op de lange afstand. In 1991 won hij de Alternatieve Elfstedentocht Weissensee. Boerstra nam als wedstrijdrijder deel aan de Elfstedentochten van 1985, 1986 en 1997.
Vanaf 1983 tot 2006 werkte Boerstra voor de Deutsche Schiffsbank. Hij is namens Nederland honorair consul in Bremen.

## Belangrijke prestaties

### Triatlon
- 1982:  NK lange afstand in Almere - 10:41.00

### Schaatsen
- 1982:  Hollands Venetiëtocht (50 km)
- 1991:  Alternatieve Elfstedentocht Weissensee